# Massif de la Vanoise
Pour les articles homonymes, voir Vanoise.
Le massif de la Vanoise est un massif montagneux des Alpes françaises, intégralement situé dans le département de la Savoie.
Il abrite d'importants glaciers, tant en nombre qu'en taille, dont une longue calotte sommitale.

## Toponymie
Désignant d'abord uniquement le col du même nom (du préfixe van , qui serait d'origine préceltique et qui signifierait « chaos de rochers », et du suffixe esia), Vanoise a fini par s'appliquer à tout le massif de montagnes l'entourant.

## Géographie

### Situation
À l'origine, le massif de la Vanoise était la partie montagneuse au sud du col de la Vanoise. Ensuite, par extension, il s'organisait autour de la commune de Pralognan-la-Vanoise, et du Doron, la rivière qui la traverse, ainsi que ses affluents, le divisant en trois parties : occidentale, septentrionale et méridionale. Division intervenue lors des travaux scientifiques largement exposés par les membres du Club alpin français, dans leurs publications internes (Annuaire du CAF) ou dans des publications autres (La Géographie). Il semble qu'avec les rares sources du Moyen Âge, la Vanoise serait issue des actuelles vallées où est tracé le chemin Pralognan-Termignon. En effet, un document de Termignon du XIVe siècle mentionne une vallis noxia. Et un document de la fin du XIIIe siècle mentionne, pour Pralognan, un Summum de Vau Noysi pour désigner les vallons de la Glière et de l'Arcellin depuis les Fontanettes. Comme beaucoup de noms de lieux en montagne, il aurait migré plus tard, pour désigner aussi des points culminants. L'aiguille (ou Ouille) de la Vanoise ne devrait être que l'ultime vestige territorial… L'ensemble des glaciers de la Vanoise n'étant qu'une imposition venant des cartographes…[réf. nécessaire]
Désormais, au sens large, on le délimite au nord par l'Isère (vallée de la Tarentaise) et au sud par l'Arc (Maurienne).
Au sens géographique, on y rattache donc, d'ouest en est, les chaînons du Grand Arc (2 484 m), de la Lauzière (2 829 m) et du Cheval Noir (2 832 m), créant un relief compartimenté.
Autour du massif de la Vanoise ainsi défini s'élèvent au nord-ouest les Bauges, au nord le Beaufortain et le massif du Mont-Blanc, à l'est les Alpes grées, au sud le Mont-Cenis, les Cerces et les Arves, et à l'ouest Belledonne.

### Principaux sommets

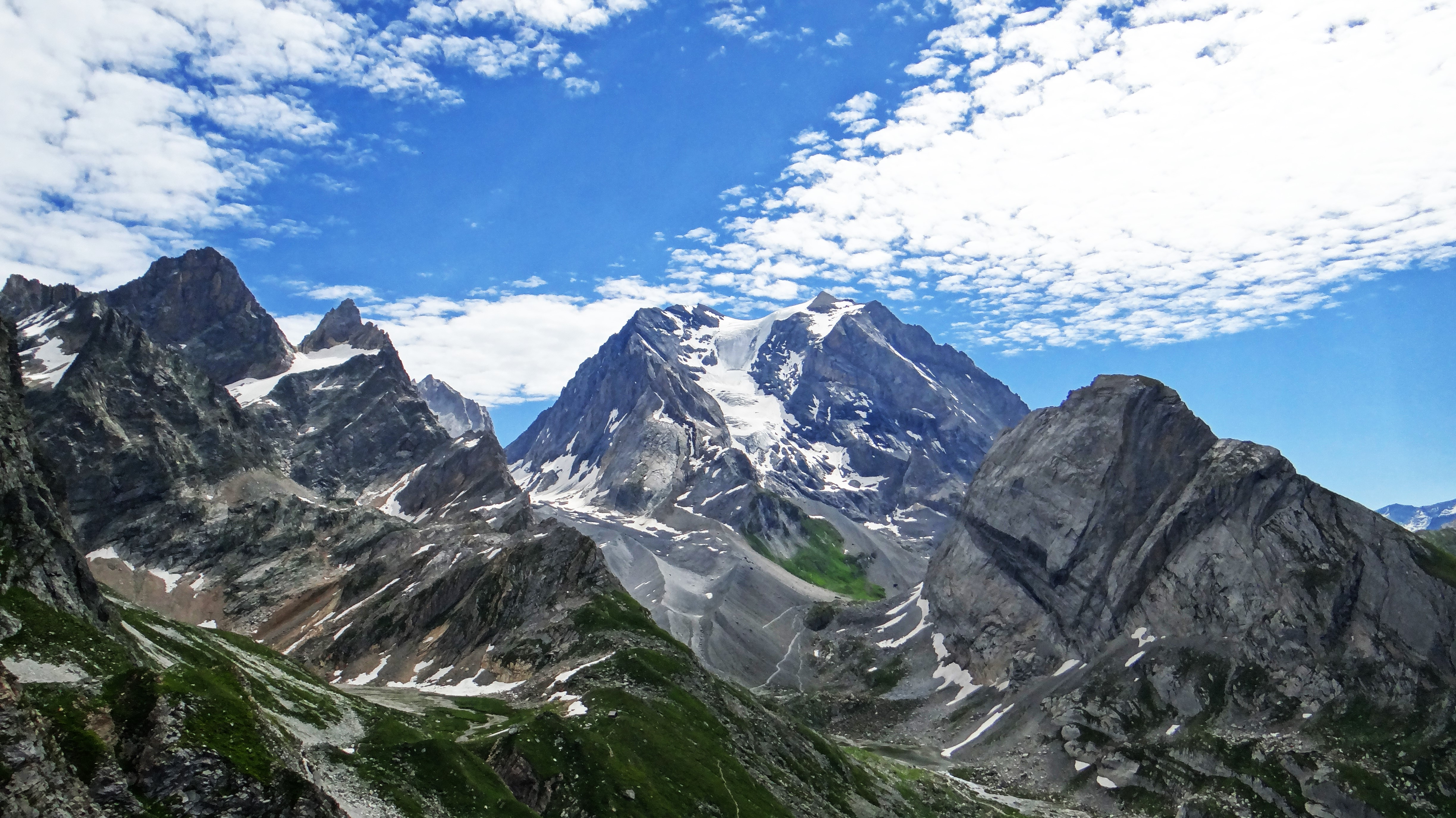
La Grande Casse.

- la Grande Casse, 3 855 m, point culminant du massif
- la pointe Mathews, 3 783 m
- le mont Pourri, 3 779 m
- la dent Parrachée, 3 695 m
- la Grande Motte, 3 653 m
- le mont Turia, 3 646 m
- la pointe de la Fournache, 3 642 m
- le dôme de l'Arpont, 3 599 m
- le dôme de la Sache, 3 588 m
- le dôme de Chasseforêt, 3 586 m
- le Grand roc Noir, 3 582 m
- l'aiguille de Péclet 3 562 m
- le dôme des Nants, 3 562 m
- la pointe du Vallonnet, 3 539 m
- l'aiguille de Polset, 3 528 m
- le mont de Gébroulaz, 3 509 m
- le dôme de Polset, 3 497 m
- les pointes du Châtelard 3 479 m
- le dôme des Platières, 3 473 m
- le roc des Saints-Pères, 3 472 m
- la pointe de la Sana, 3 436 m
- la pointe de l'Échelle, 3 418 m
- le sommet de Bellecôte, 3 417 m
- la pointe du Bouchet, 3 416 m
- l'aiguille du Saint-Esprit, 3 414 m
- le Grand Bec, 3 399 m
- la pointe Rénod, 3 380 m
- la pointe du Vallonnet, 3 371 m
- le dôme des Sonnailles, 3 361 m
- la pointe de Claret, 3 355 m
- la Grande Paréi, 3 352 m
- la pointe de Méan Martin, 3 330 m
- le dôme des Pichères, 3 324 m
- le Grand Roc, 3 316 m
- le mont Pelve, 3 312 m
- la pointe de Thorens, 3 262 m
- l'aiguille du Bouchet, 3 254 m
- la pointe des Buffettes, 3 233 m
- l'aiguille Rouge, 3 227 m
- la pointe de la Réchasse, 3 212 m
- la pointe du Dard, 3 204 m

### Principaux glaciers
- glacier de Bellecôte, 3 417 m
- glaciers de la Gurraz
- glacier de la Savinaz
- glacier de la Grande Motte
- glacier de Prémou
- glacier des Volnets
- glacier de la Grande Casse
- glacier des Grands Couloirs
- glacier de la Sana
- glacier des Fours
- glacier de Méan Martin
- glacier du Vallonnet

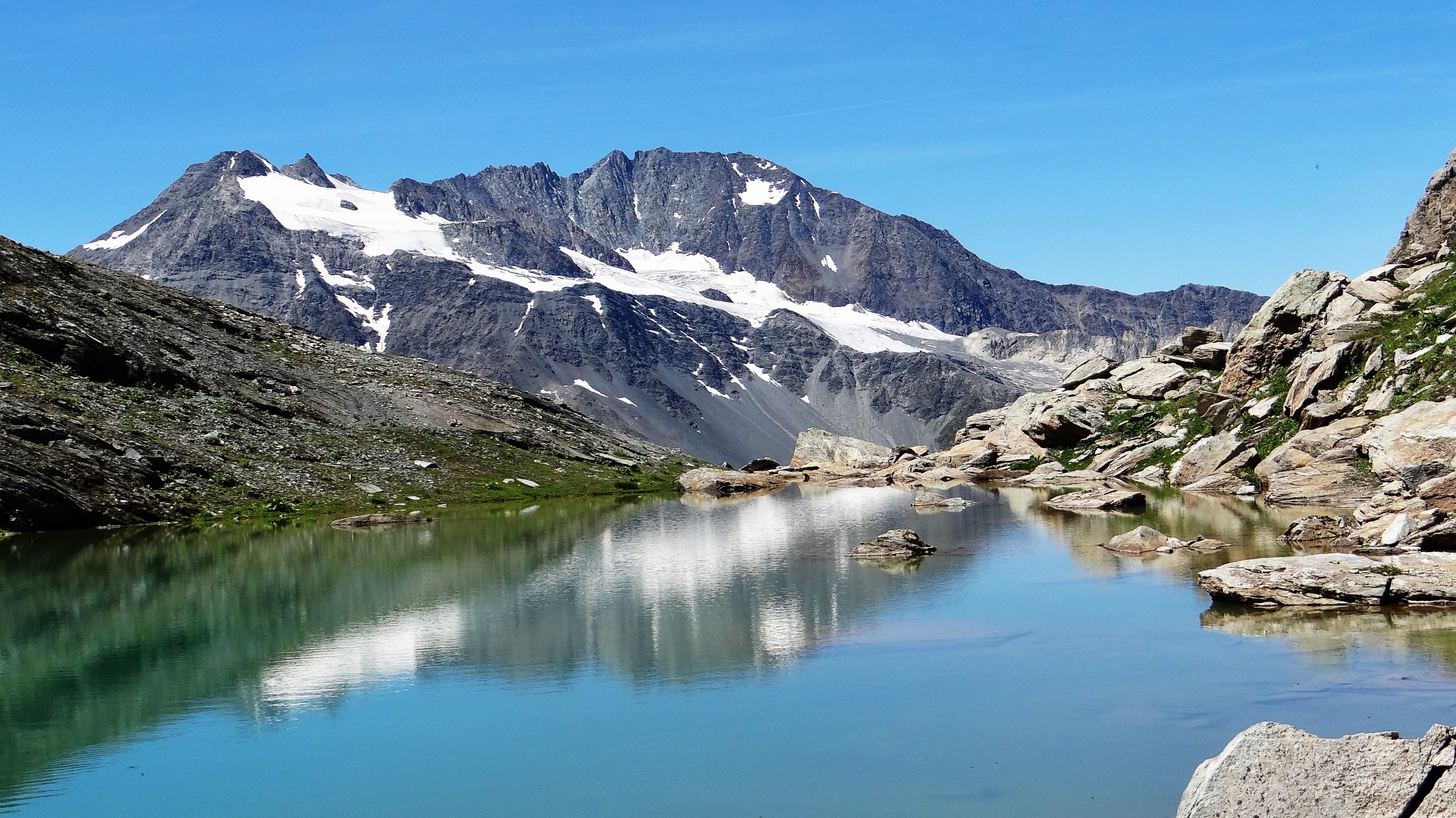
Glacier de Gébroulaz.

- glaciers de la Vanoise (glacier du Pelve, glacier de l'Arpont, glacier de la Mahure, glacier du Génépy)
- glacier de Gébroulaz
- glacier de Thorens
- glacier du Bouchet
- glacier de Chavière
- glacier de Polset
- glacier du Geay

### Principaux lacs

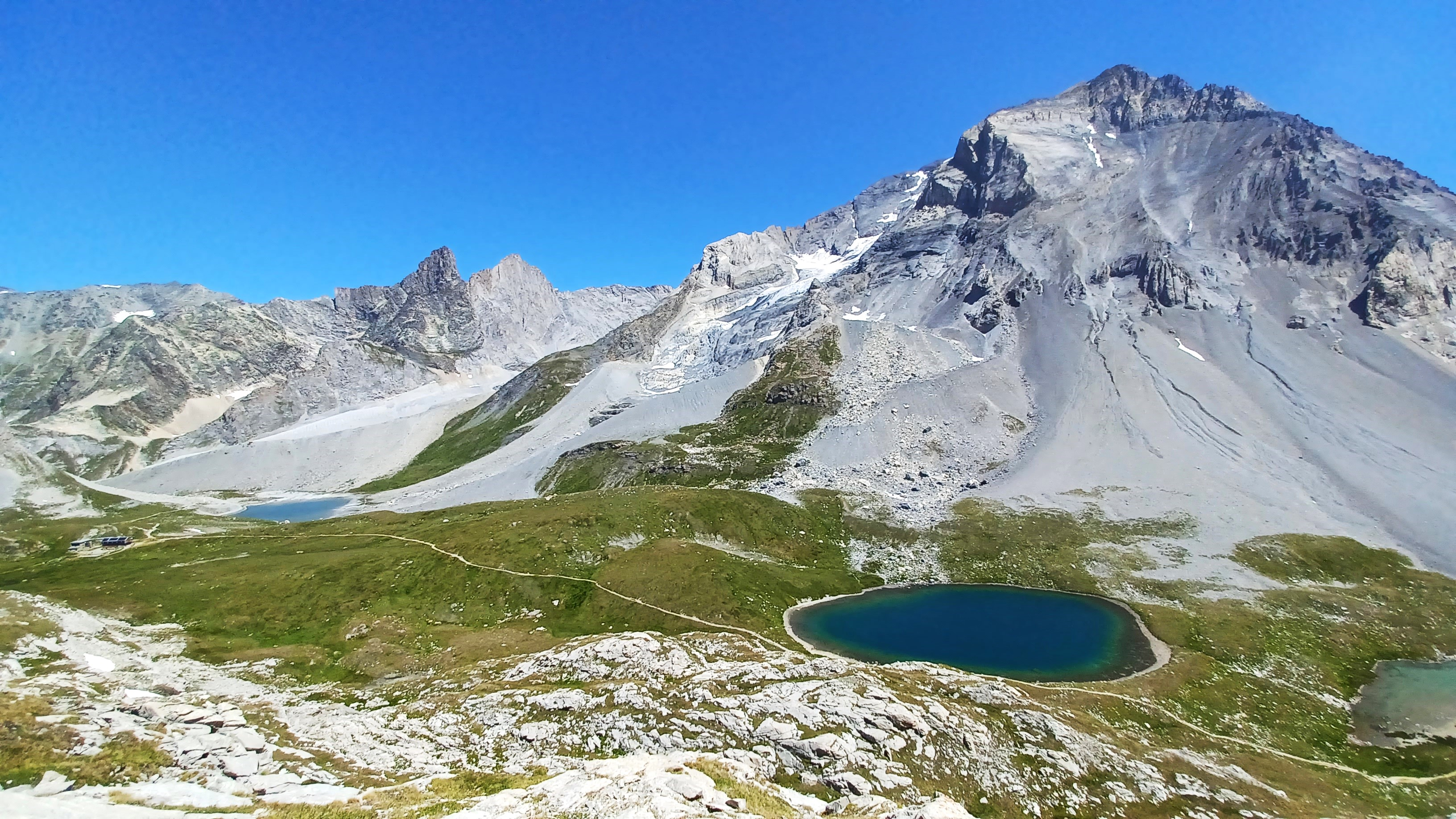
Lac Long, lac Rond et lac du Col de la Vanoise, Grande Casse.

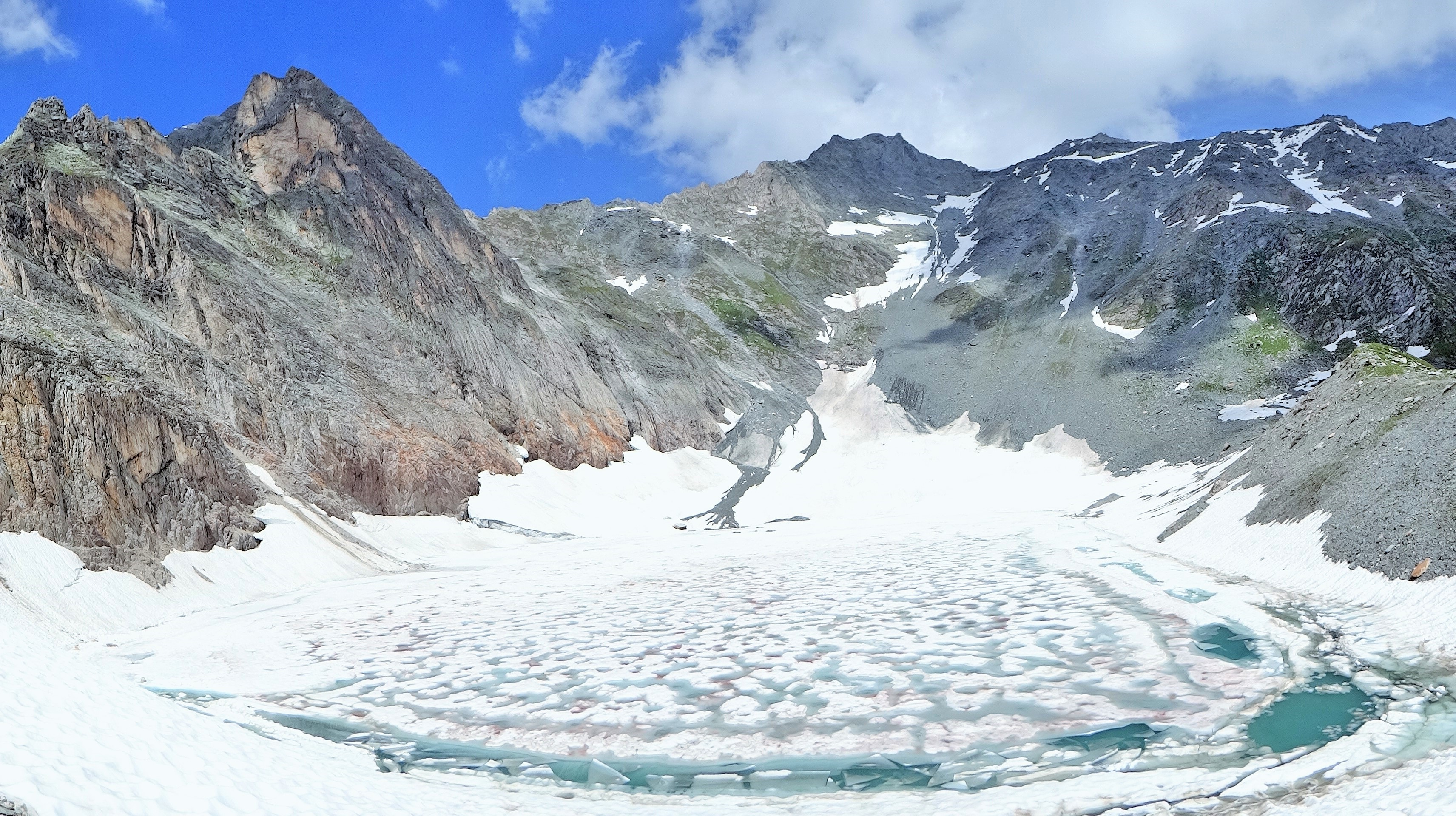
Lac de la Patinoire.

Quelques lacs sur le versant Tarentaise du massif de la Vanoise :
- lacs de Plan-Séry (Champagny-en-Vanoise et Peisey-Nancroix) ;
- lac de la Plagne (Peisey-Nancroix), à 2 144 m, à mi-chemin entre Rosuel, en fond de vallée et le col du Palet ;
- lac de Grattaleu, juste en dessous du col du Palet ;
- lac Long, lac Rond, lac du Col de la Vanoise, lac de la Patinoire, lac Blanc, lac de la Valette (Pralognan) ;
- lacs du Mont Coua (Méribel) ;
- lacs Merlet (Courchevel).

Sur le versant Maurienne :
- lac Rond (Termignon) ;
- lac de Chasseforêt (Termignon) ;
- lac de l'Arpont (Termignon) ;
- lac de la Pelve (Termignon) ;
- lac de la Roche Ferrant (Termignon) ;
- lac Blanc (Bonneval-sur-Arc) ;
- lacs Café au Lait (Modane) ;
- lac de Chavière (Modane) ;
- lac de la Partie (Villarodin-Bourget).

### Principaux cols
- col de la Vanoise, 2 517 m

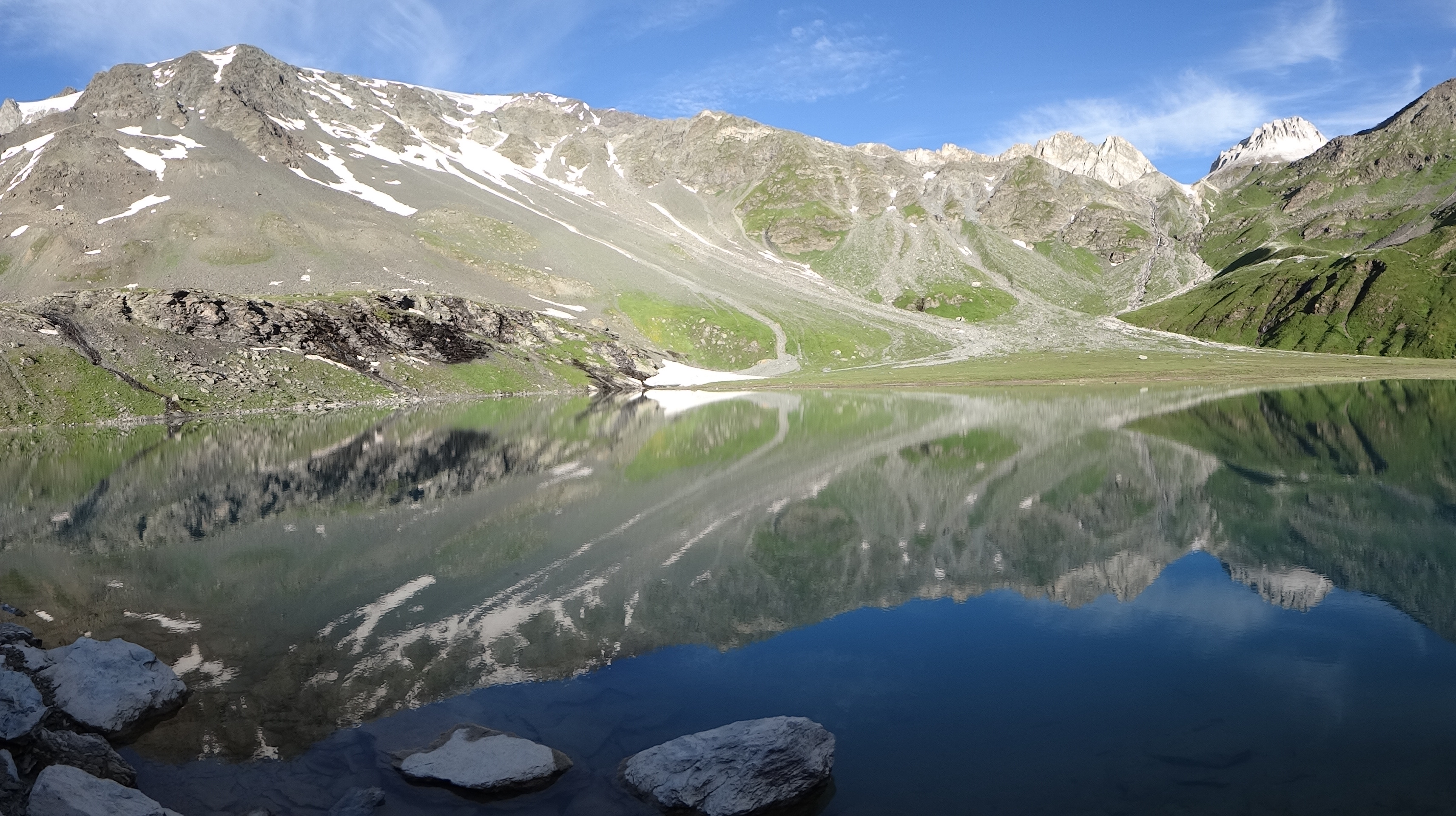
Col du Soufre et lac Blanc.

- col du Palet (reliant Tignes et le lac de la Plagne), 2 652 m
- col de la Sachette, 2 713 m
- col du Plan Séry, 2 609 m
- col du Vallaisonnay, 2 637 m
- col de la Croix des Frêtes, 2 647 m
- col de Chavière, 2 796 m
- col de l'Iseran, 2 764 m
- col de la Madeleine, 1 993 m
- col de Fresse, 2 576 m (depuis Tignes Val-Claret)
- col de la Leisse, 2 761 m
- col de la Grande Pierre, 2 393 m (crête du mont Charvet)
- col de Chanrouge, 2 529 m (refuge du Saut)
- col du Soufre, 2 817 m (près du lac Blanc)
- col d'Aussois, 2 914 m

### Géologie
Le massif de la Vanoise a une géologie très complexe. Il est formé d'un socle cristallin (micaschistes, conglomérats de grès permiens métamorphisés, quartzite, granite, gneiss, ophiolites) surmonté selon les secteurs par une couverture sédimentaire autochtone (en) (exemple : marbres de Pralognan) et de nappes de charriage formées de schistes calcaires et/ou argileux (exemple : nappe de la Grande Motte, nappe des schistes lustrés).

### Climat
Le massif de la Vanoise a un climat montagnard du fait de son altitude élevée. Il est classé Dfc d'après la classification de Köppen.

## Histoire
En 1859, certaines cartes indiquaient un sommet, le mont Iseran, culminant à 4 400 m d'altitude. Ce sommet intéresse l'alpiniste anglais William Mathews et son frère qui se rendent à Tignes. Cependant, arrivés au col de l'Iseran, aucune trace du sommet et il faut se rendre à l'évidence : le mont Iseran n'est qu'une légende.
L'année 1860 voit l'ascension de la Grande Casse par le guide chamoniard Michel Croz, l'Anglais William Mathews et le chasseur de chamois de Pralognan Étienne Favre. Ce prestigieux sommet tombe le 8 août, sous les coups de hache qui permettront de tailler 800 marches dans la glace.
Le 4 octobre 1861, c'est Michel Croz qui parvient seul au sommet du mont Pourri. En 1862, il réitère cette ascension avec son frère Jean-Baptiste et les Anglais William Mathews et T.G. Bonney. Fin 1862, les deux principaux sommets du massif sont alors gravis.
L'aiguille de l'Épéna sera le dernier sommet à être visité par Henri Mettrier et ses guides Séraphin Gromier et Joseph-Antoine Favre, le 17 juillet 1900. Ils utiliseront pour cela des moyens artificiels en plantant des barres de fer et des échelles improvisées.
Le 6 août 1933, Aldo Bonacossa et Binaghi ouvrent le célèbre couloir des Italiens à la Grande Casse (800 m à 55/60°). Cette course reste la référence en glace dans le massif de la Vanoise.
Le 13 juillet 1964, René Desmaison et André Bertrand ouvrent un itinéraire dans la magnifique face nord de l'aiguille de la Vanoise.
Dans les années 1960, les stations de ski se développent avec notamment Tignes (1956 et agrandissement en 1968), La Plagne (1961), Plan Peisey (1963), Les Arcs (1968), etc.
C'est pour protéger cet espace et pour réintroduire le bouquetin qu'en 1963, le parc national de la Vanoise est créé. Il est alors le premier parc national français.
Dans les années 1980 et l'apparition des techniques modernes de protection (spits, pitons à expansion…) permettent l'ouverture de grandes voies rocheuses dans la face nord de l'Épéna, de l'aiguille de la Vanoise et de la face sud du mont Pourri.
En 1992, la Savoie accueille les Jeux olympiques d'hiver à Albertville, ce qui permet de développer les infrastructures routières et faciliter l'accès aux stations de sports d'hiver et au massif.

## Activités

### Stations de sports d'hiver
La Vanoise est considérée comme le royaume du ski alpin en France. Elle abrite certains des plus grands domaines au monde (Les Trois Vallées, Paradiski, Espace Killy) grâce à la jonction de nombreuses stations, réunissant elles-mêmes plusieurs communes.
- les Arcs
- Aussois
- Bessans
- Courchevel
- les Ménuires
- Méribel
- Orelle
- Peisey-Vallandry
- la Plagne
- Pralognan-la-Vanoise
- Saint-Martin-de-Belleville
- La Tania
- Saint-François-Longchamp
- Sollières-Sardières
- Termignon
- Tignes
- Val-d'Isère
- Valmorel
- Val Thorens

### Refuges
- Refuge d'Entre-Deux-Eaux
- Refuge de l'Arpont
- Refuge de la Dent Parrachée
- Refuge de la Femma
- Refuge de la Fournache
- Refuge de la Leisse
- Refuge de la Martin
- Refuge de la Traye
- Refuge de la Valette
- Refuge de Plan Sec
- Refuge de Rosuel
- Refuge de Turia
- Refuge de Vallonbrun
- Refuge des Barmettes
- Refuge des Lacs Merlet
- Refuge du Col de la Vanoise
- Refuge du Col du Palet
- Refuge du Cuchet
- Refuge du Fond des Fours
- Refuge du Grand Bec
- Refuge du Lac du Lou
- Refuge du Mont Jovet
- Refuge du Mont-Pourri
- Refuge du Plan du Lac
- Refuge du Roc de la Pêche
- Refuge du Saut
- Refuge Entre le Lac (de la Plagne)
- Refuge du Lac Blanc

#### Randonnée
- Christophe Gotti, Jean-Pierre Martinot, Vanoise : Les plus beaux circuits de randonnée, Glénat, coll. « Montagne Randonnée », 2005  (ISBN 2723444252)
- Marie-Claire Merel, James Merel, 120 sommets pour randonneurs, 1995  (ISBN 2907984039)

#### Escalade
- Philippe Deslandes, James Merel, Topo de la Vanoise. Écoles et falaises d'escalade, Edelweiss, 1995

#### Alpinisme
- Patrick Col, Bernard Vion, Sommets de Vanoise : Les plus belles courses faciles, Glénat, coll. « Montagne Randonnée », 200  (ISBN 2723434559)
- Philippe Deslandes, James Merel, Topo de la Vanoise. Itinéraires de haute montagne, Edelweiss, 2001  (ISBN 2951003404)
- Charles Maly, Les 100 plus belles courses du massif de la Vanoise, Denoël, 1976
- Dominique Mouchené, Yannick Prebay, Alpinisme en Vanoise : voies classiques et modernes, Glénat, coll. « Montagne Randonnée »  (ISBN 9782723469289)